# Canjia
Canjia – wieś w Gwinei Bissau, w regionie Gabú.